# Imrikfalva
Imrikfalva vagy Imrefalva (1899-ig Imrichfalu, szlovákul: Dedinky, korábban Imrichovce) község Szlovákiában, a Kassai kerület Rozsnyói járásában. Kisistvánd tartozik hozzá.

## Fekvése

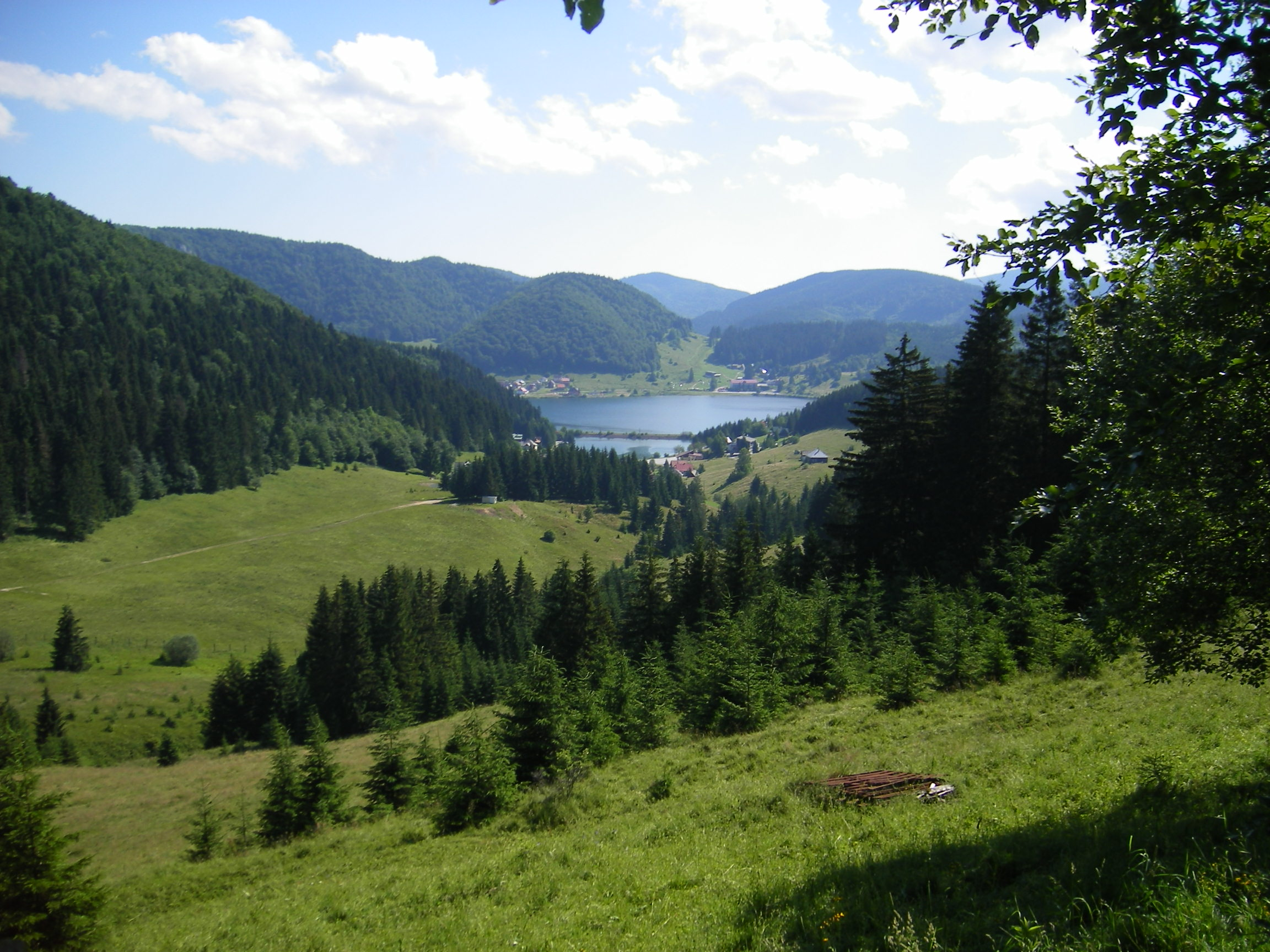
Az Imrikfalvi-víztározó látképe a 67-es főútról

Rozsnyótól 32 km-re északnyugatra fekszik. 

## Története
A település csak a 18. század közepén tűnik fel az írott forrásokban, míg Kisistvánd nevű részét már 1412-ben említik „Istvanfalva” alakban.
Imrikfalva az 1787-es népesség összeírásban szerepel először. Ekkor 25 háza volt 216 lakossal.
A 18. század végén Vályi András így ír róla: „IMREGFALVA. Stefanovcze, vagy Bzdinka. Elegyes tót falu Szepes Várm. földes Ura G. Csáky Uraság, lakosai katolikusok, határja középsserű, fája mind a’ két féle, ’s egyéb vagyonnyai is meglehetősek.”
1808-ban „Imrefalva” néven említik. 1828-ban 25 házában 187 lakos élt. 1837-ben ábrázolt címerében Szent Imre herceg látható jobb kezében szablyával, a balban pedig kettős kereszttel.
Fényes Elek 1851-ben kiadott geográfiai szótárában így ír a faluról: „Imrefalva, tót falu, Szepes vmegyében, Gömör vmegye szélén: 187 kath. lak., szép erdővel. F. u. gr. Csáky.”
1872-ben a faluban nagy tűzvész pusztított, melyben 9 ház teljesen leégett. 1920-ig Szepes vármegye Iglói járásához tartozott.
1933-ban Kisistvándot csatolták hozzá és szlovák nevét Dedinkyre változtatták. 1953-ban közelében létrehozták az Imrikfalvi-víztározót.

## Népessége
| Év:            | 1994. | 2004.    | 2014.   | 2024.    |
| -------------- | ----- | -------- | ------- | -------- |
| Emberek száma: | 432   | 303      | 279     | 224      |
| Eltérés:       |       | -29,86 % | -7,92 % | -19,71 % |

| Év:            | 2023. | 2024.   |
| -------------- | ----- | ------- |
| Emberek száma: | 225   | 224     |
| Eltérés:       |       | -0,44 % |

1910-ben 278, túlnyomórészt szlovák lakosa volt.
2001-ben 340 lakosából 336 szlovák volt.
2011-ben 291 lakosából 285 szlovák.

## Neves személyek
- Itt született 1889. február 25-én Kárpáty Ottó gyógypedagógus, az első magyarországi Csökkentlátásúak iskolájának vezetője (1928).

## Nevezetességei
- Határában fekszik a mesterséges Imrikfalvi-víztározó, másik nevén Palcmanhutai-tó, melyet a Gölnic-folyó duzzasztásával alakítottak ki. Vize vízerőművet táplál, környékét üdülőhellyé építették ki.
- Szűz Mária Mennybemenetele tiszteletére szentelt, római katolikus temploma 1835-ben épült barokk-klasszicista stílusban.
- A festői környezetben fekvő település az üdülni vágyók kedvelt helye, mely nyáron a túráknak és vízi sportoknak, télen pedig a téli sportoknak kedvez. Sífelvonója is van.